# 小行星25301
小行星25301（25301 Ambrofogar）是一颗绕太阳运转的小行星，为主小行星带小行星。该小行星于1998年12月7日发现。

## 轨道参数
小行星25301的轨道半长轴为3.0920335 UA，离心率为0.050。